# Lamprologus lethops
Lamprologus lethops ist die einzige bisher bekannte blinde Buntbarschart. Sie kommt im unteren Kongo vor. Die einzige bisher bekannte Fundstelle liegt in einem Stromschnellengebiet bei Bulu, westlich von Luozi in der Provinz Bas-Congo. Der Kongo ist an der Fundstelle 45 bis 150 Meter tief und hat dort eine extrem starke Strömung.

## Merkmale
Der Holotyp von Lamprologus lethops ist lediglich 2,6 cm lang. Die Körperhöhe des Holotyp beträgt 17,9 % der Standardlänge. Wie die meisten Lamprologini hat Lamprologus lethops einen zylindrischen langgestreckten Körper. Die Augen sind stark reduziert und von dicker Haut überwachsen, der Körper pigmentlos und rosig. Der Kopf ist abgeflacht; die Nasenöffnungen hoch, fleischig und enden in einer gut entwickelten Röhre. Beide Kiefer sind mit einspitzigen, in mehreren Reihen angeordneten Zähnen besetzt. In beiden Kiefern sitzen vorne sechs vergrößerte, nach hinten gebogene Fangzähne. Die Kiemenrechen sind dünn, lang und nicht mit Zähnen besetzt. Auf dem Os lacrimale (Tränenbein) liegen vier Poren des sensorischen Systems. Die Beschuppung der Körperseiten ist irregulär, d. h. die Schuppen stehen nicht in klar erkennbaren, parallel verlaufenden Reihen. Der schuppenlose Bereich auf der Kopfoberseite erstreckt sich nach hinten weit über den Rückenflossenansatz hinaus. Supraneuralia fehlen. Die Flossenstrahlen der Rücken- und der Afterflosse nehmen nach hinten hin in ihrer Höhe zunehmend zu. Beide sind schuppenlos und enden in spitzen Filamenten die bis zur abgerundeten, zum größten Teil beschuppten Schwanzflosse reichen.
- Flossenformel: Dorsale XX/7, Anale VI–VII/5–6, Caudale 14.
- Schuppenformel: SL 43–49. (Die höchste Zahl aller Lamprologus-Arten aus dem Kongo)